# Kozaklı

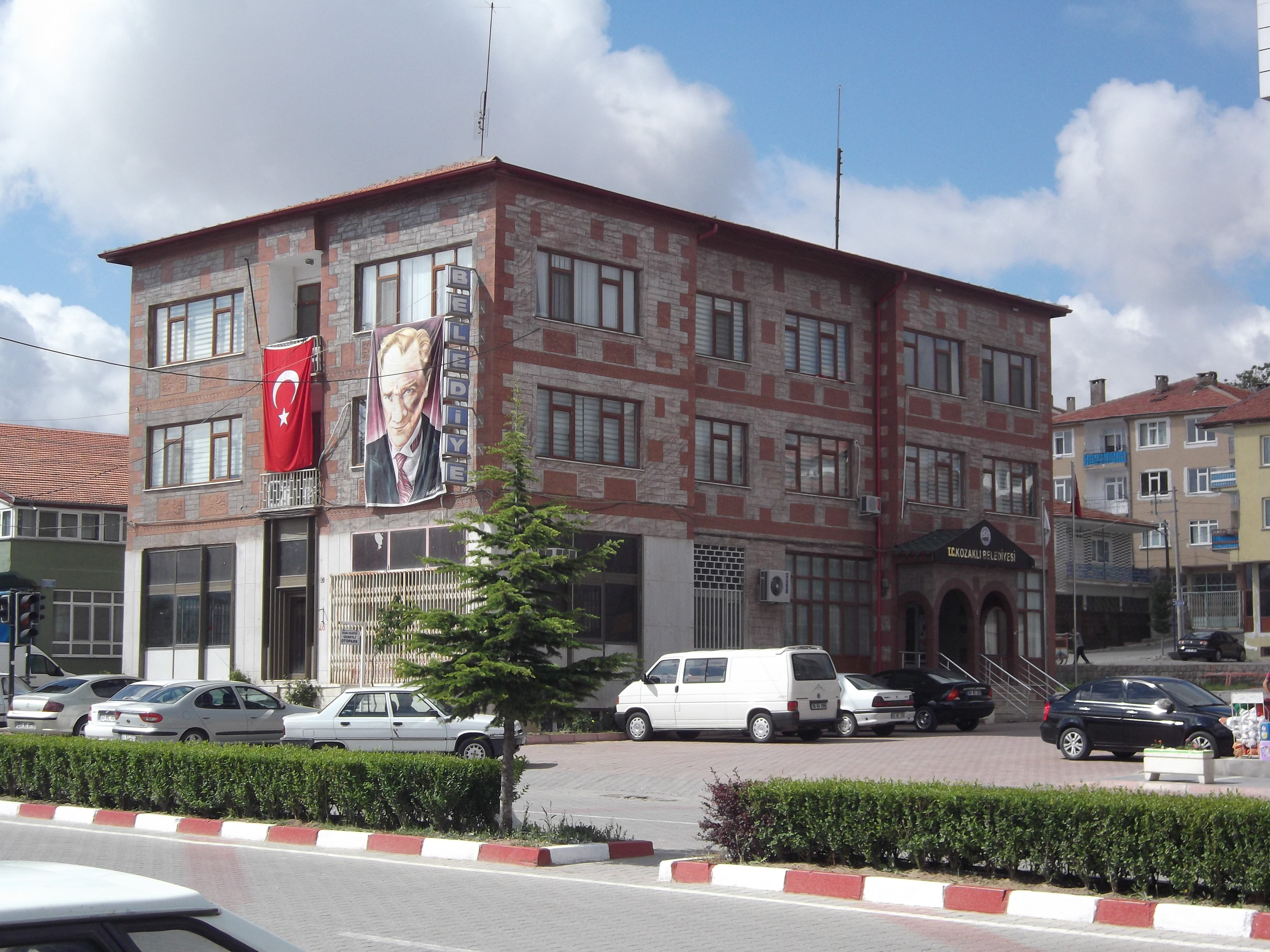
Kozaklı Municipality

Kozaklı, antigamente chamada Hamamorta, é uma cidade e distrito (em turco:  ilçeler) da região histórica da Capadócia, pertencente à província de Nevşehir e à região administrativa da Anatólia Central da Turquia. Em 2009 a sua população era de  habitantes, dos quais  moravam na cidade.

## Descrição
Embora se encontre fora dos roteiros turísticos mais usuais da Capadócia e seja muito menos visitada do que outros distritos mais perto do que se pode considerar a atração principal da região, o Parque Nacional de Göreme, a cidade  atrai muitos turistas, na sua grande maioria turcos, devido principalmente às suas termas e à grande oferta de alojamentos: a cidade tem cerca de 20 hotéis e 7000 camas.
Supõe-se que o nome da cidade deriva de uma personalidade seljúcida de nome Kozoğlu que teria vivido na cidade. À parte da sepultura dessa pessoa ainda exista, ainda não  foi possível confirmar a hipótese da origem do nome.
A cidade teve algum destaque nos médias nacionais  da Turquia no início dos anos 1980 devido a um escândalo que envolveu a criação de um grande centro de reabilitação muito publicitado como sendo muito avançado tecnologicamente e que acabou por nunca chegar a ser finalizado. Para o fracasso do projeto contribuiram mudanças políticas e alegados subornos. As ruínas do edifício do complexo continuam junto às termas da cidade.
Em 2008 estava em marcha um projeto inovador do governo municipal cujo objetivo era fornecer água quente de origem termal a todas as casas da cidade.

## Subdivisões administrativas
O distrito está dividido nos seguintes municípios ou vilas:
- Abdi
- Aylı
- Belekli
- Büyükyağlı
- Cağşak
- Çayiçi
- Doyduk
- Dörtyol
- Gerce
- Hacıfakılı
- İmran
- Boğaziçi
- Kapaklı
- Kaşkışla
- Kuruağıl
- Küçükyağlı
- Merdanali
- Taşlıhöyük
- Hızıruşağı
- Küllüce
- Özce
- Yassıca